# Walter Strohmeier
Walter «Stroh» Strohmeier (* 22. Juni 1930; † 27. Februar 2018) war ein Schweizer Feld- und Hallenhandballspieler.

## Club
Er begann spätestens im November 1947 für den Grasshopper Club Zürich (GC) Handball zu spielen. Mit einer Unterbrechung zwischen August 1956 und September 1960 spielte er bis Januar 1963 bei GC. Am 27. Januar 1963 bestritt er das erste Spiel für den RTV 1879 Basel. Er spielte mindestens bis in den April 1966 für den RTV 1879 Basel.

## Nationalmannschaft
Er nahm mit der Schweizer Nationalmannschaft an den Feldhandball-Weltmeisterschaften der Jahre 1952 und 1955 teil. Mit der Hallen-Nati nahm er an der Weltmeisterschaft 1954 teil.

## Trainer
1964 übernahm er das Traineramt beim RTV von Karl Weiss. 1965 gewannen er mit dem RTV den Feldhandball-Cup und sie erhielten eine Trophäe für den erfolgreichsten Schweizer Feldhandballclub.

## Privates
1952 war er ein Ingenieurstudent. Sein Sohn spielte ebenfalls für den RTV 1879 Basel.

## Auszeichnungen
- Verdienstabzeichen des RTV 1879 Basels: 1966[12]